# Guanilato de calcio
El Guanilato de calcio es una sal de ácido guanílico y del calcio. La industria alimentaria lo emplea como un potenciador del sabor (de código: E 629). Se emplea en la preparación derivados cárnicos, en los fiambres, los patés, en algunos productos de repostería industrial, sopas, así como en caldos deshidratados.